# Fenoldopam
Fenoldopam é um vasodilatador arterial periférico utilizado em emergências hipertensivas e hipertensão pós-operatória. Actua como agonista dos receptores D1 da dopamina, o que provoca vasodilatação periférica das artérias e natriurese.